# Prasat Ban Phluang

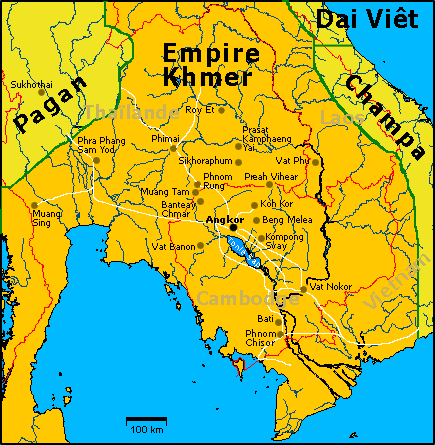
Principaux sites khmers

Le Prasat Ban Phluang est un sanctuaire khmer situé en Thaïlande, dans le district de Prasat, province de Surin. Il a été construit par le roi Udayadityavarman II dans la deuxième moitié du XIe siècle. C'est une simple tour de grès, face à l'est, reposant sur une base de latérite. Cette tour est entourée d'un bassin en forme de U.
Durant les fouilles, plus de 4000 fragments de poteries, provenant d'au moins 270 vases, ont été découverts. Il s'agit très probablement de vases rituels destinés aux offrandes, puisqu'ils ont été trouvés devant l'entrée du sanctuaire.

## Plan
La tour de grès à redents repose sur une haute plateforme en latérite, entourée par une douve interrompue à l'est par une chaussée herbeuse. À l'est, un large baray, encore utilisé de nos jours.

## La plateforme
La plateforme en forme de T est en latérite, avec trois prolongements vers le nord, le sud et l'est. Le sanctuaire est construit face à l'est, comme d'habitude pour les sanctuaires khmers. La plateforme est trop importante par rapport à la taille de la tour, ce qui peut laisse supposer que deux autres tours étaient prévues à l'origine. De même le prolongement de la plateforme à l'est peut faire penser qu'un gopura devait y être construit, ou peut-être une entrée en bois, disparue depuis.

## Le sanctuaire
Il est probable que la tour est incomplète dans sa partie supérieure. Néanmoins, les fouilles qui ont été menées n'ont pas permis de trouver trace de blocs ayant pu servir à la prolonger en hauteur. L'arrêt de la construction peut être due à un manque de fonds, à des changements politique ou dynastique. Une autre hypothèse consiste à penser que la partie haute était en matériaux légers (comme l'entrée) et n'auraient pas résisté au temps.
La porte est la seule entrée du sanctuaire, comme c'est très fréquemment le cas, et les trois autres côtés comportent de fausses portes.
Le linteau de la porte démontre l'expertise des sculpteurs khmers: des guirlandes s'échappent de la gueule d'un kâla au registre inférieur du linteau; juste au-dessus, Indra, roi des dieux, gardien de l'est, roi du ciel et de la pluie, chevauche sa monture Airavata; au registre supérieur, des rishis en méditation, dans différentes postures.
Sur le fronton de cette porte est, au-dessus d'un kala, le dieu Krishna soulève le mont Govardhana pour abriter le bétail ainsi que les gardiens des troupeaux, de l'orage déclenché par Indra. Deux nagas pentacéphales dont les corps forment des arches, décorent ce fronton. On trouve les mêmes nagas sur les frontons des trois autres -fausses- portes.
En partie basse, on notera des gardiens de portes, des dvarapalas.
De la même façon, on trouvera le thème d'Indra mais traité de façon différente au-dessus des trois autres portes. Cette emphase portant sur Indra est rare dans les temples khmers, et on n'en connait pas la raison, d'autant moins que la présence de Krishna s'opposant à la pluie d'orage déclenchée par Indra vient ici en opposition au roi des dieux.

## Photographies

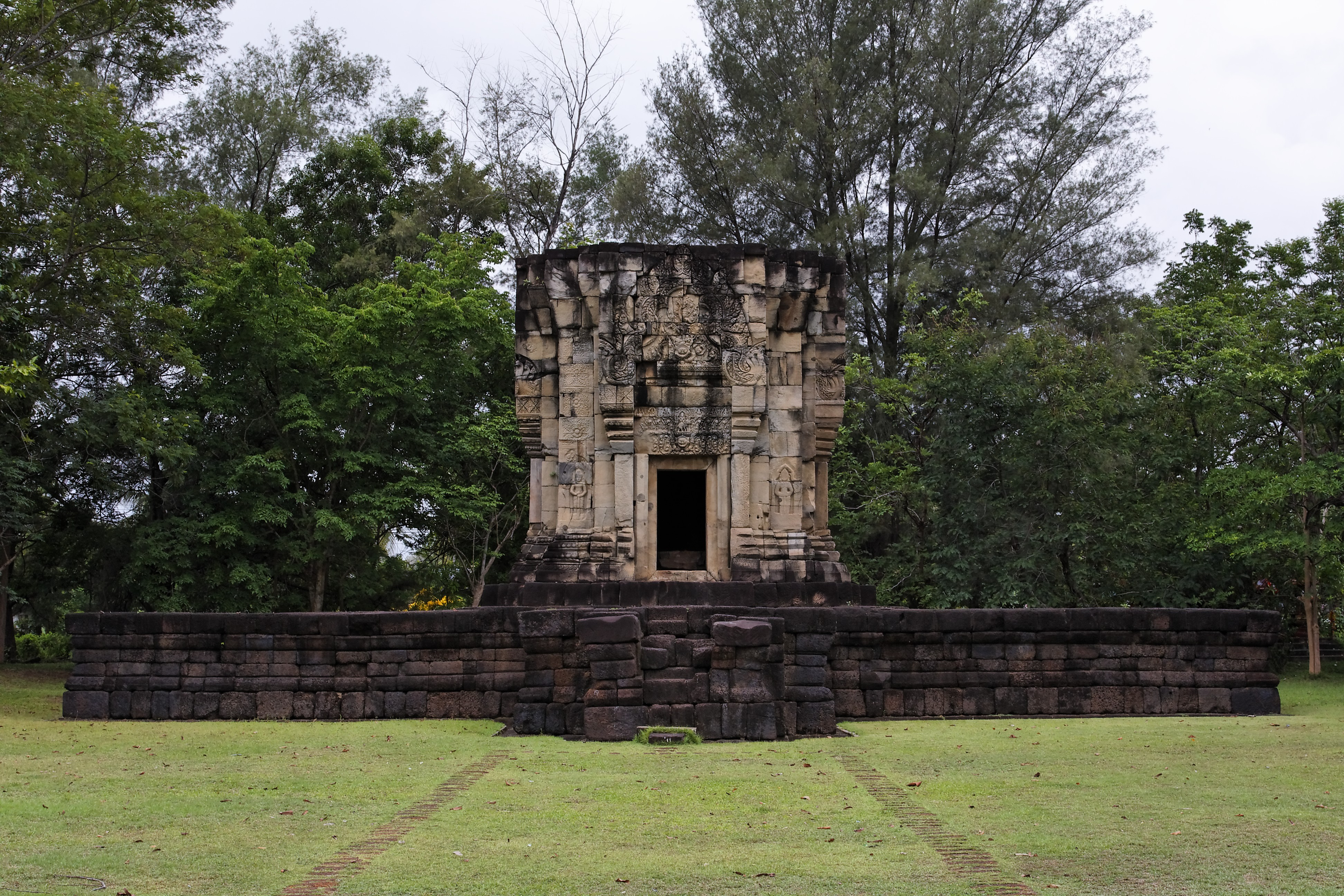
Vue d'ensemble : la tour de grès sur la base en latérite
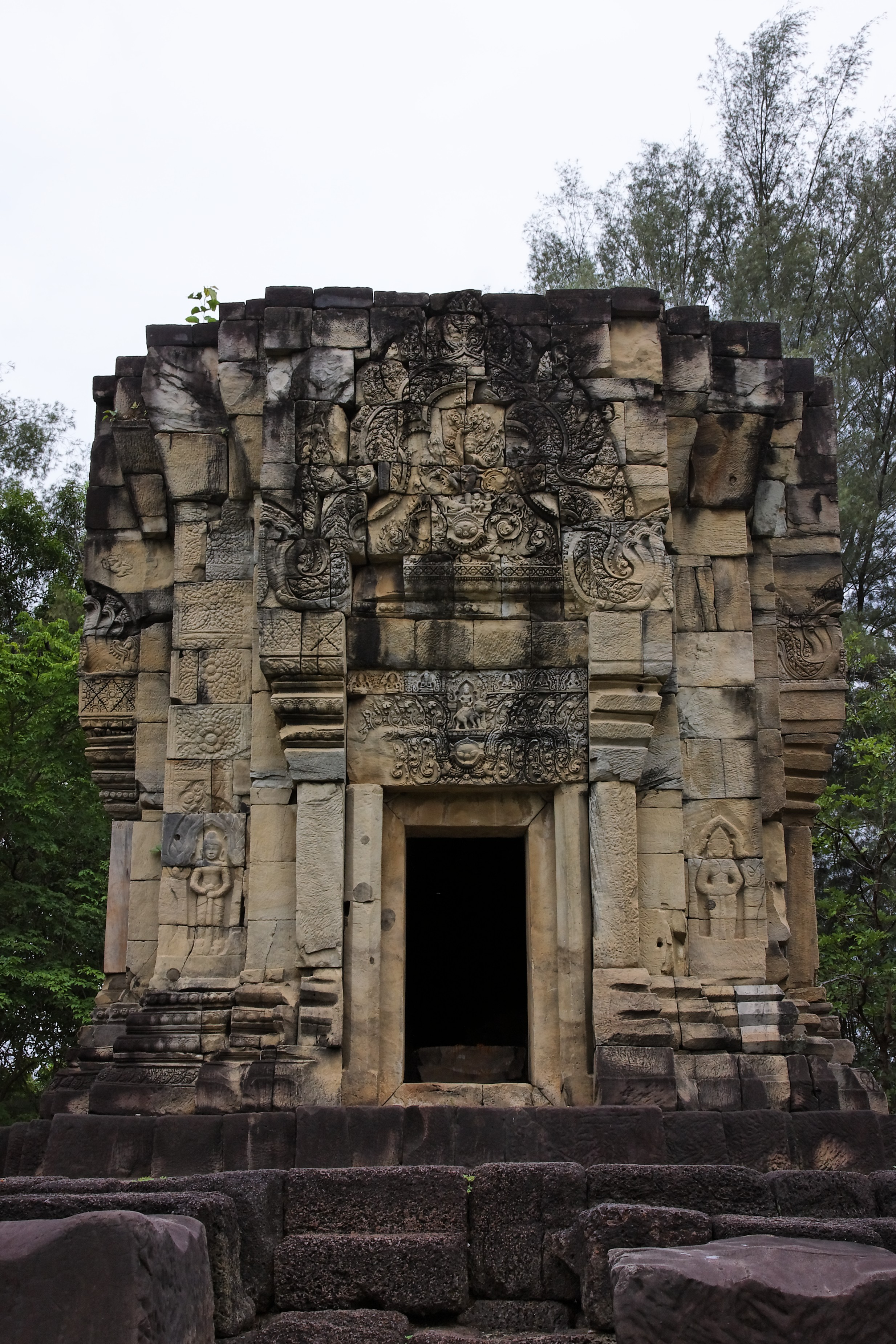
La tour de grès
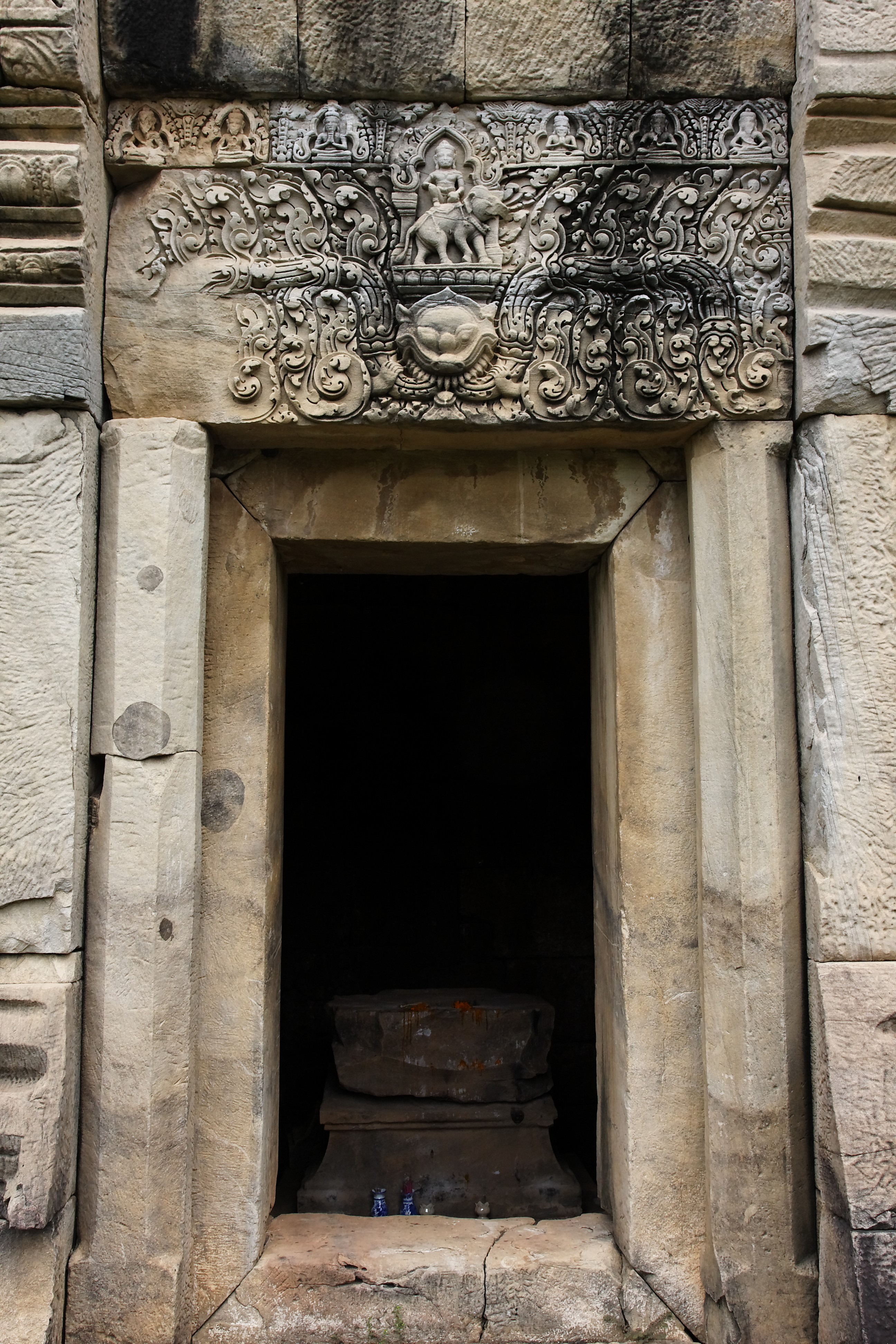
La porte d'entrée, surmontée d'un linteau représentant Indra
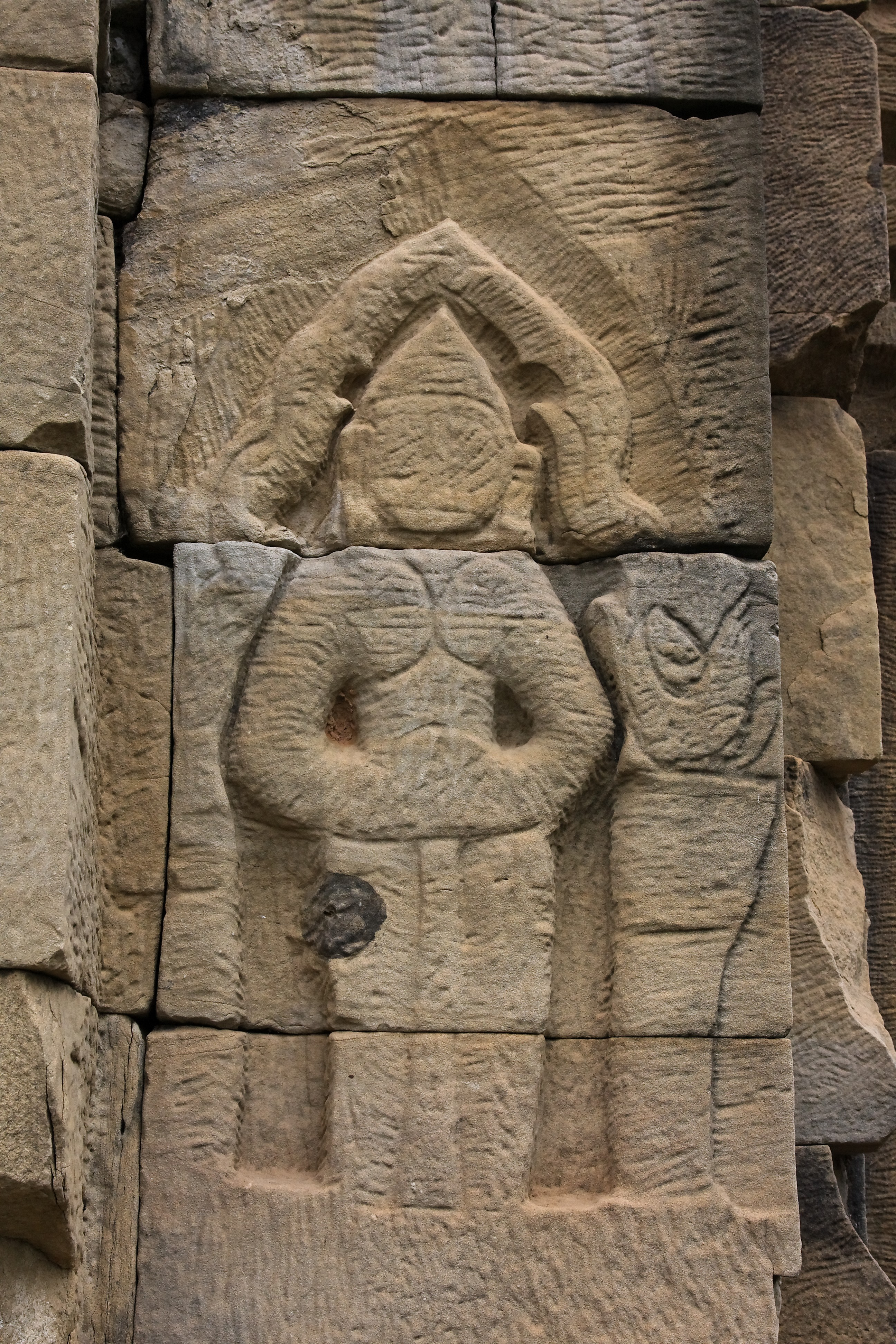
Un Dvarapala
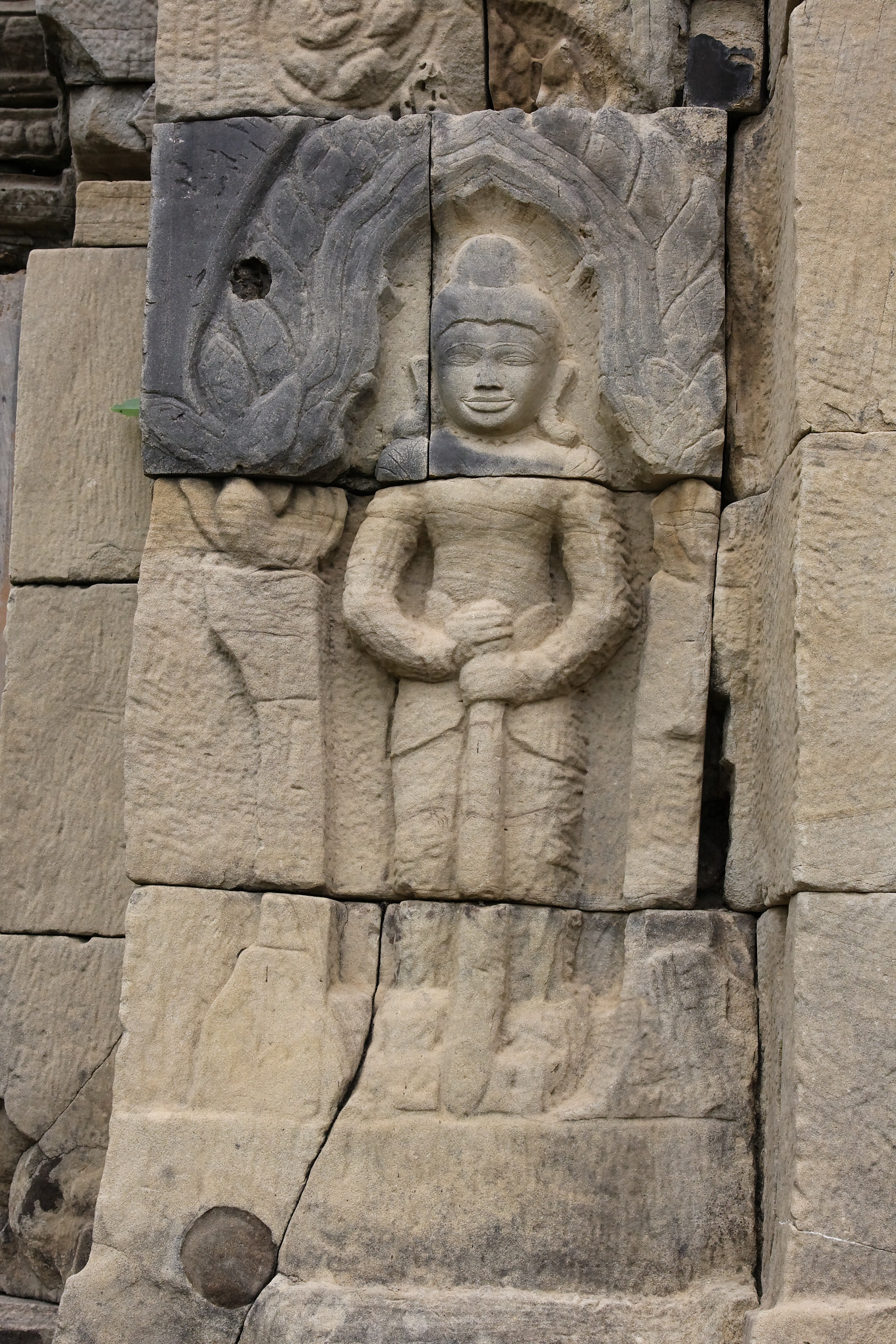
Un Dvarapala
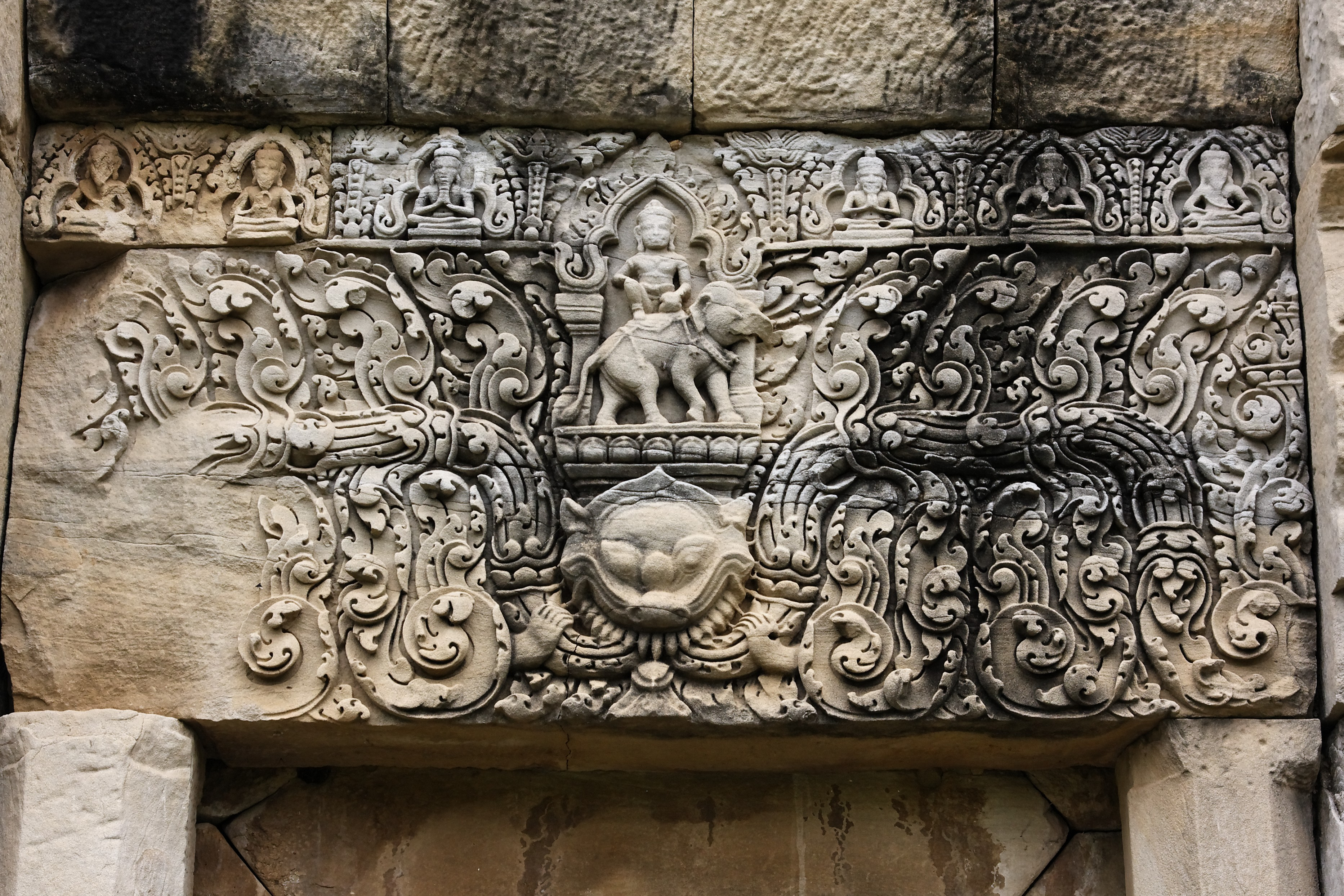
Le linteau au-dessus de la porte d'entrée de la tour : Indra sur Airavata surmonté d'une frise de Rishis
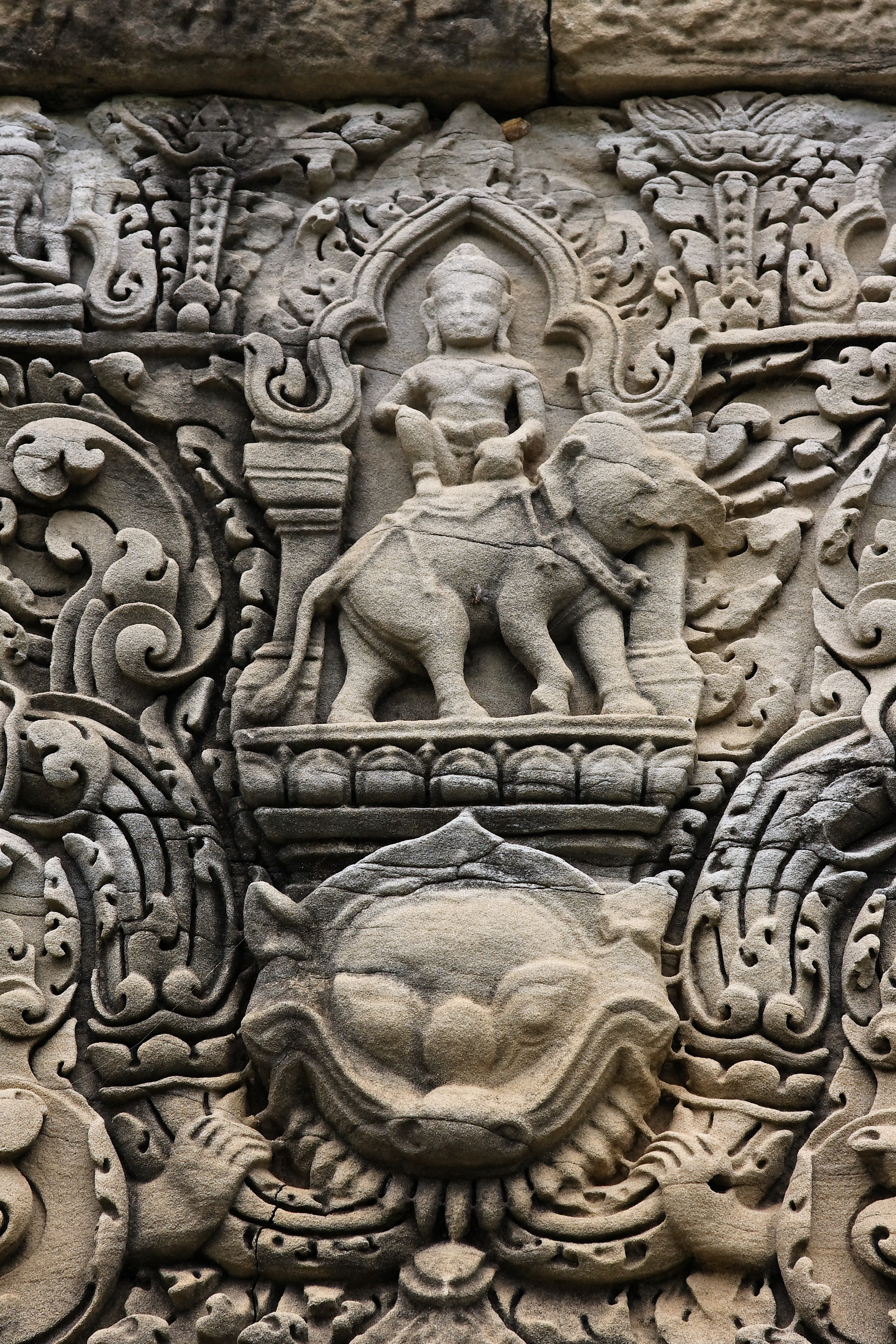
Détail du linteau de la porte d'entrée : Indra sur Airavata
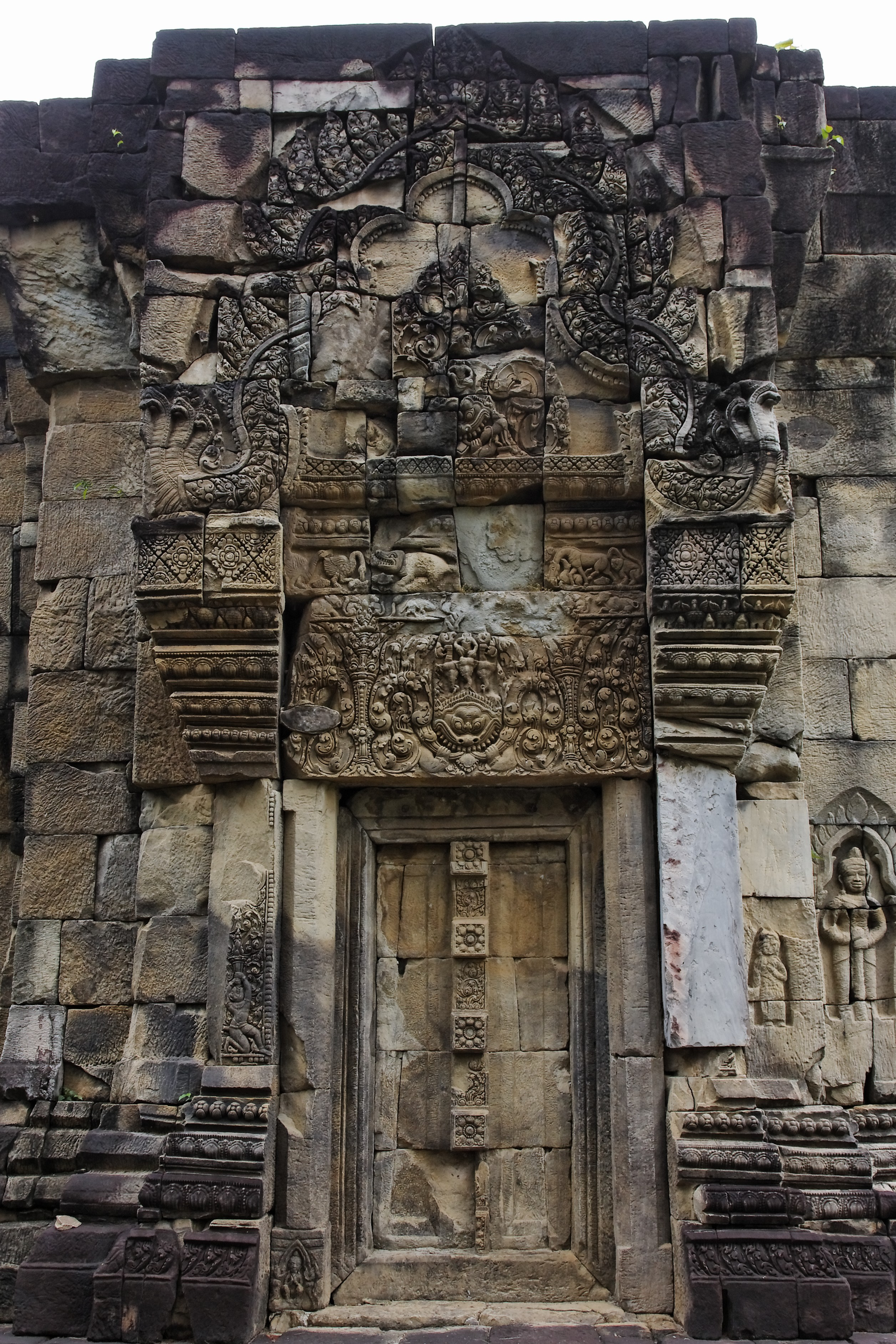
Une fausse porte : sur le linteau, Indra sur Airavata tricéphale
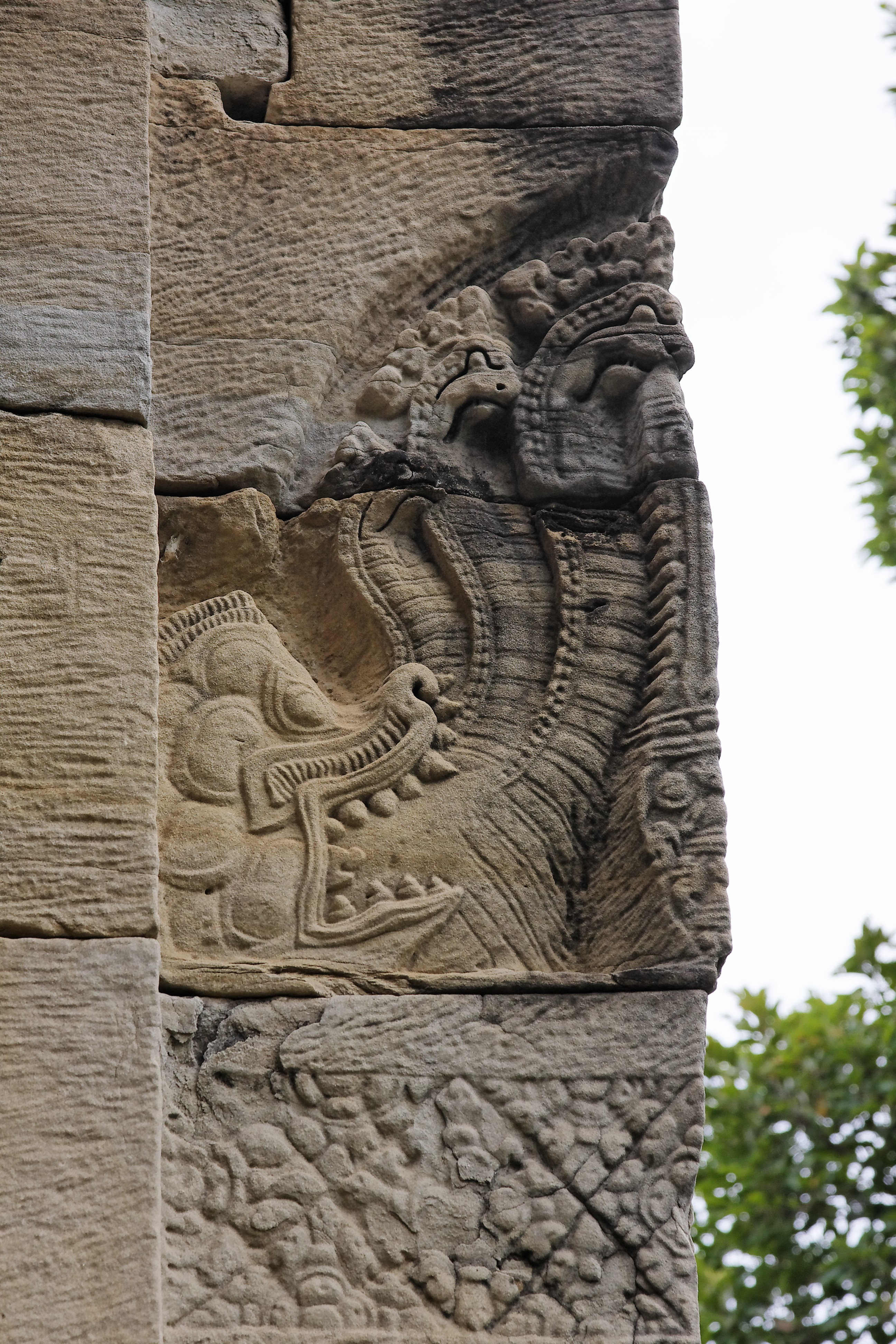
Nâga
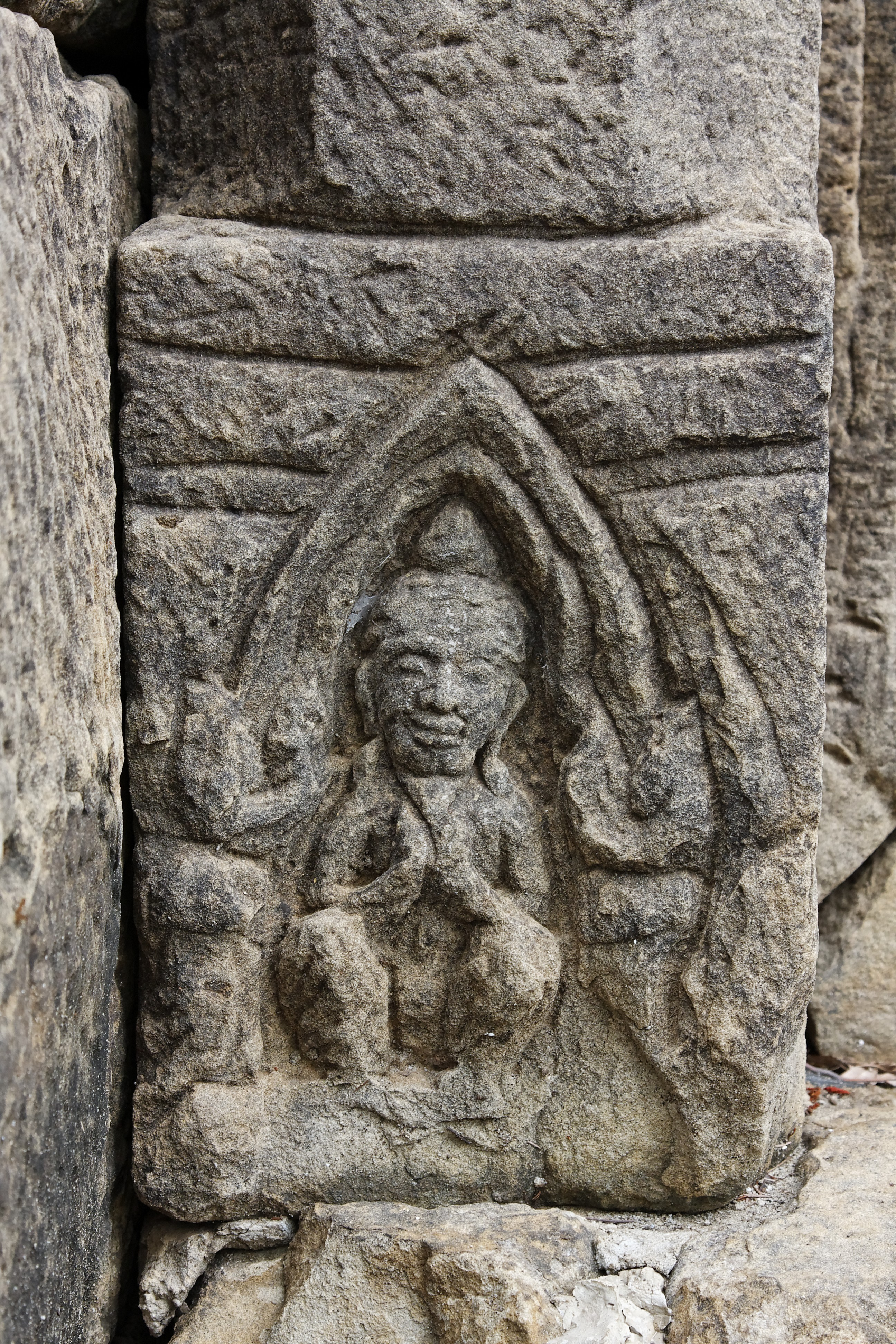
Un Rishi
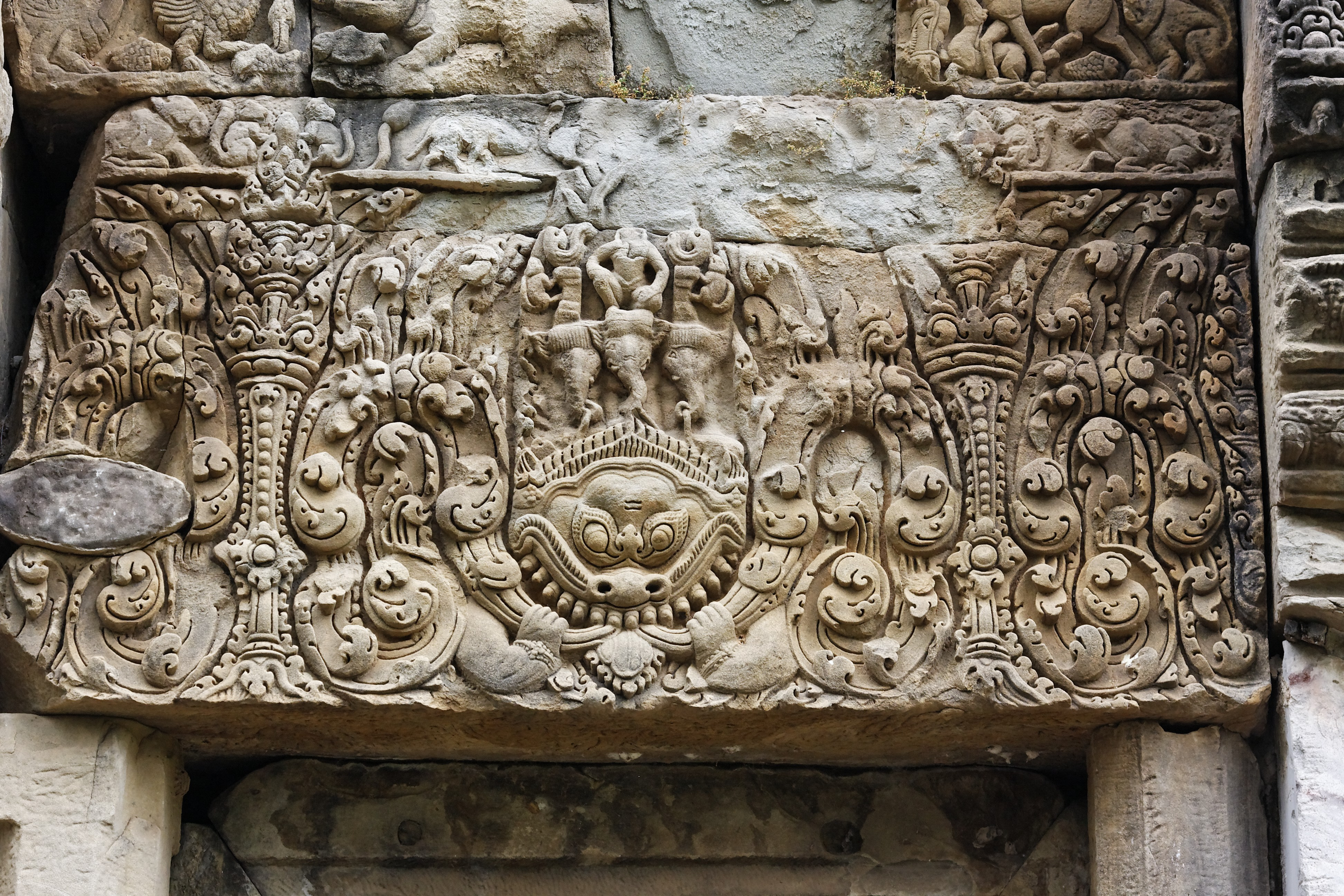
Linteau, Indra sur Airavata tricéphale
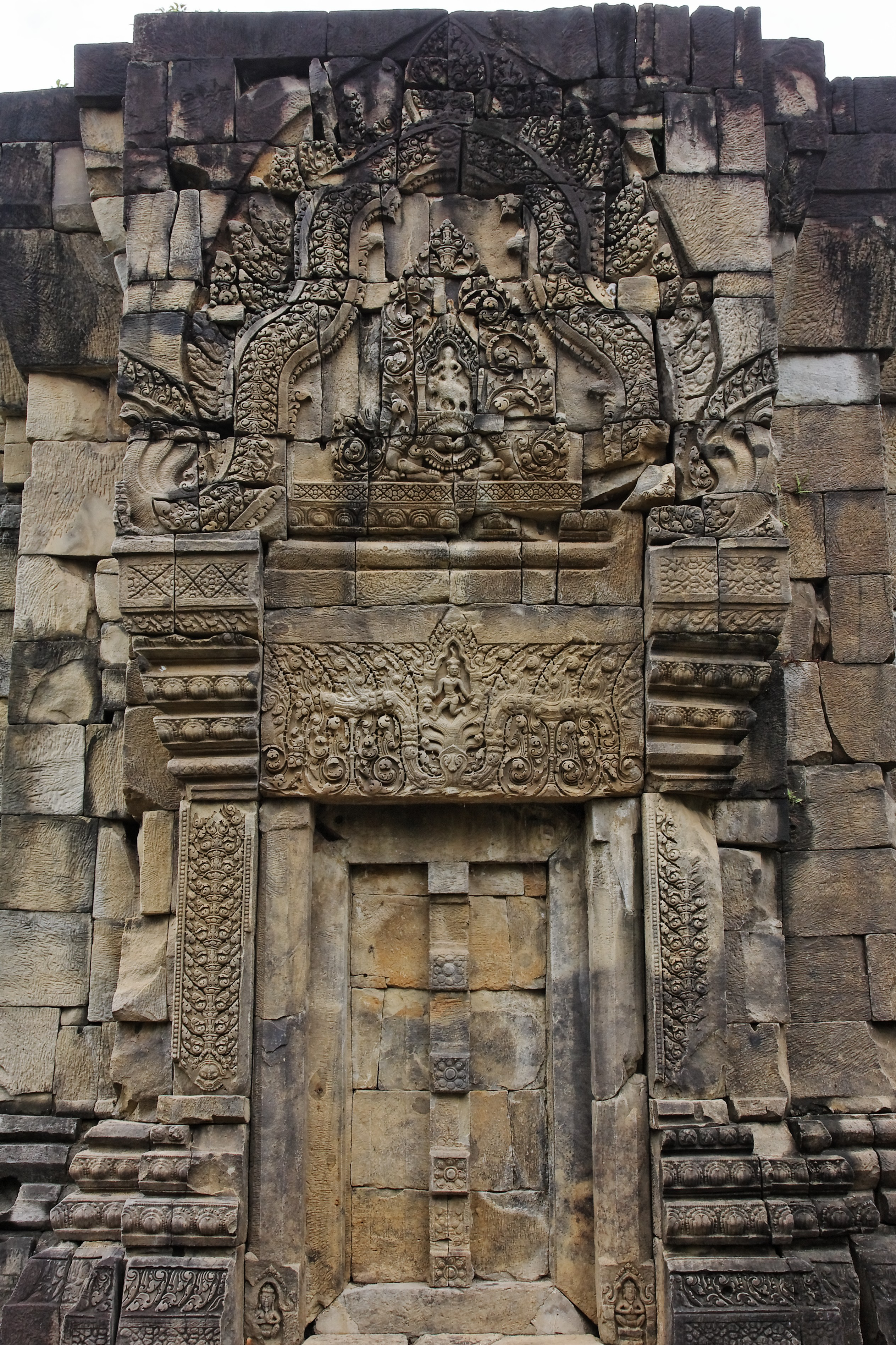
Une fausse porte : sur le linteau, Krishna combattant le Nâga Kaliya ; sur le fronton, Indra sur Airavata
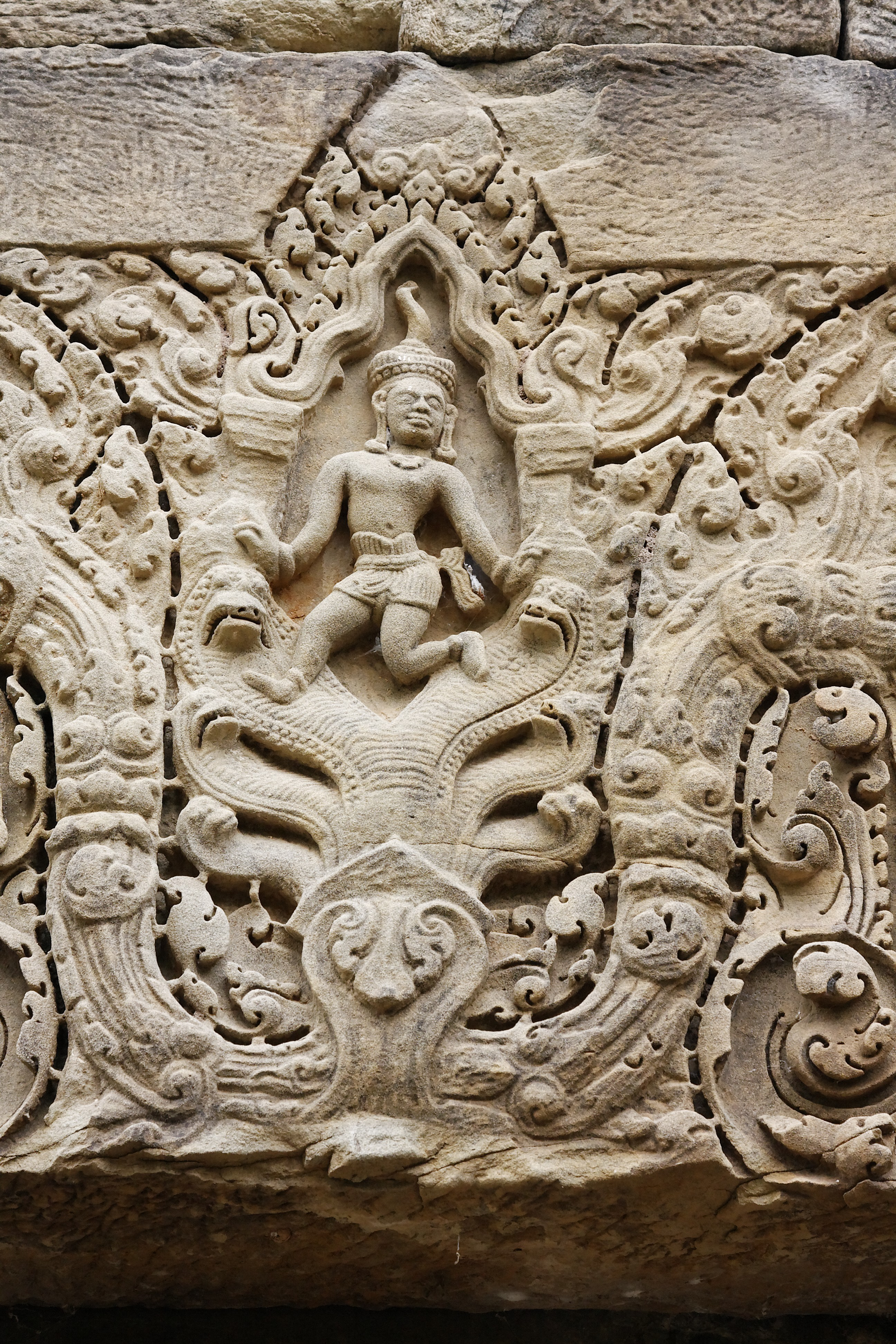
Détail d'un fronton : Krishna combattant le Naga Kaliya
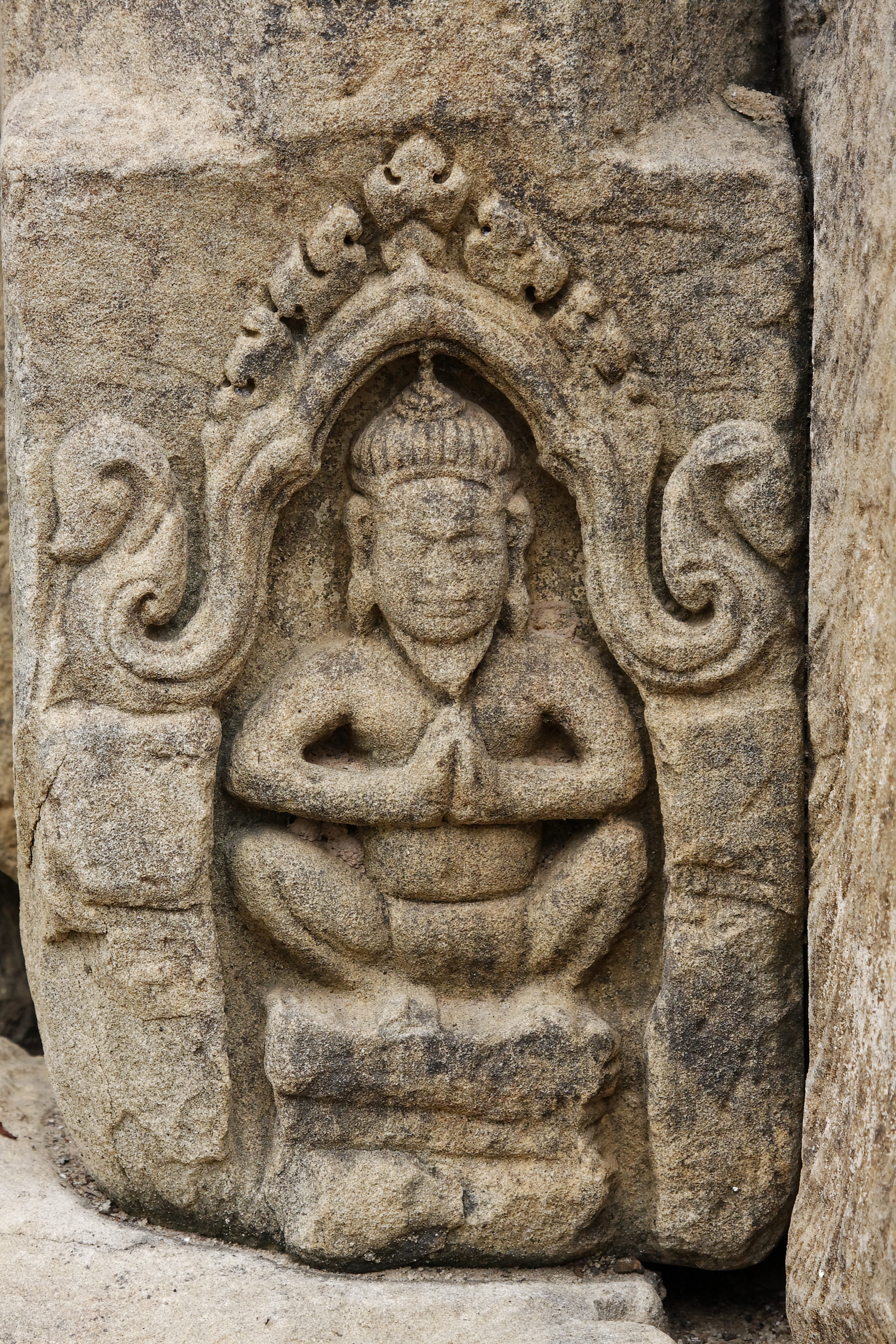
Un Rishi
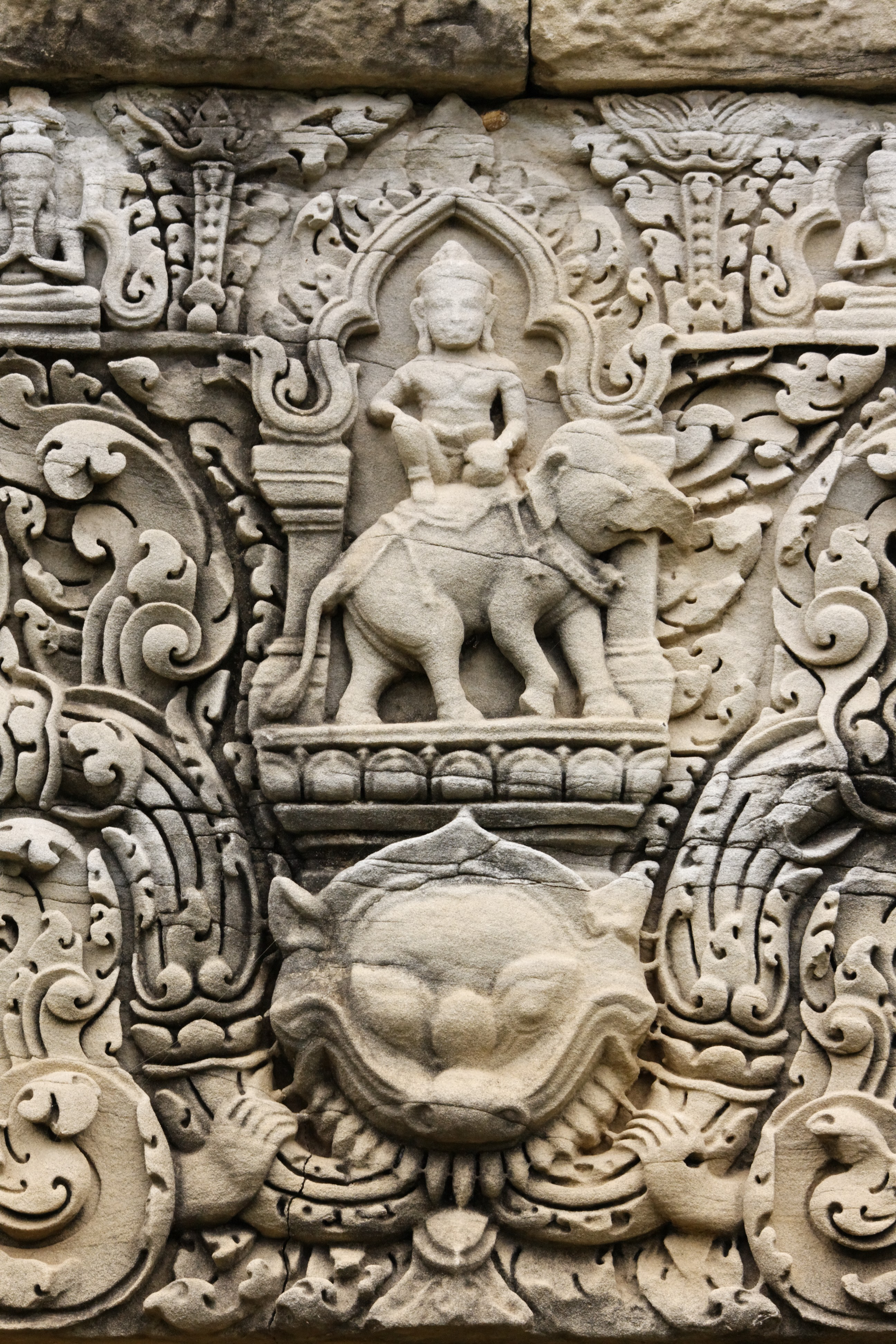
Détail d'un linteau : Indra sur Airavata
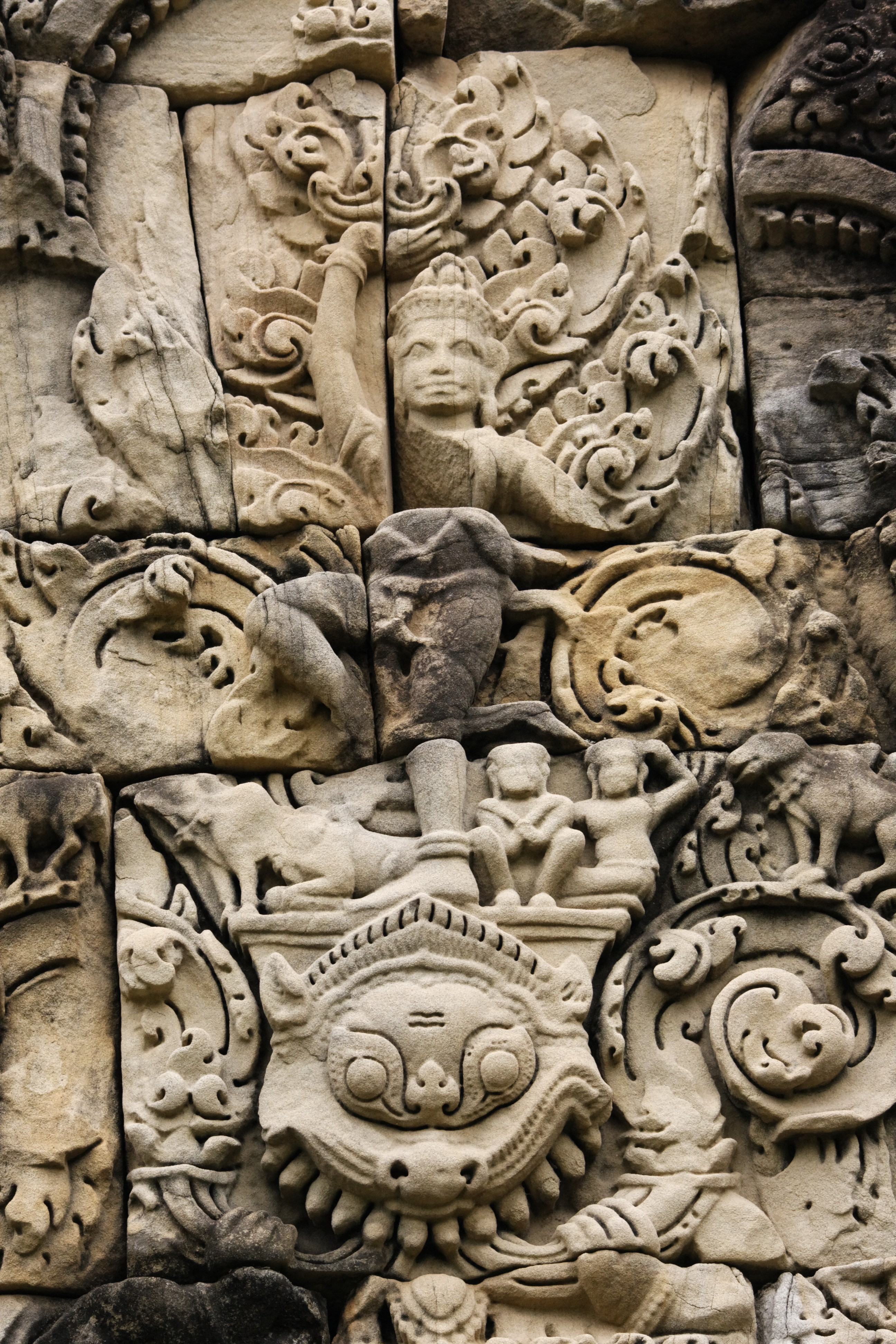
Fronton : le dieu Krishna soulève le mont Govardhana pour abriter le bétail ainsi que les gardiens des troupeaux, de l'orage déclenché par Indra
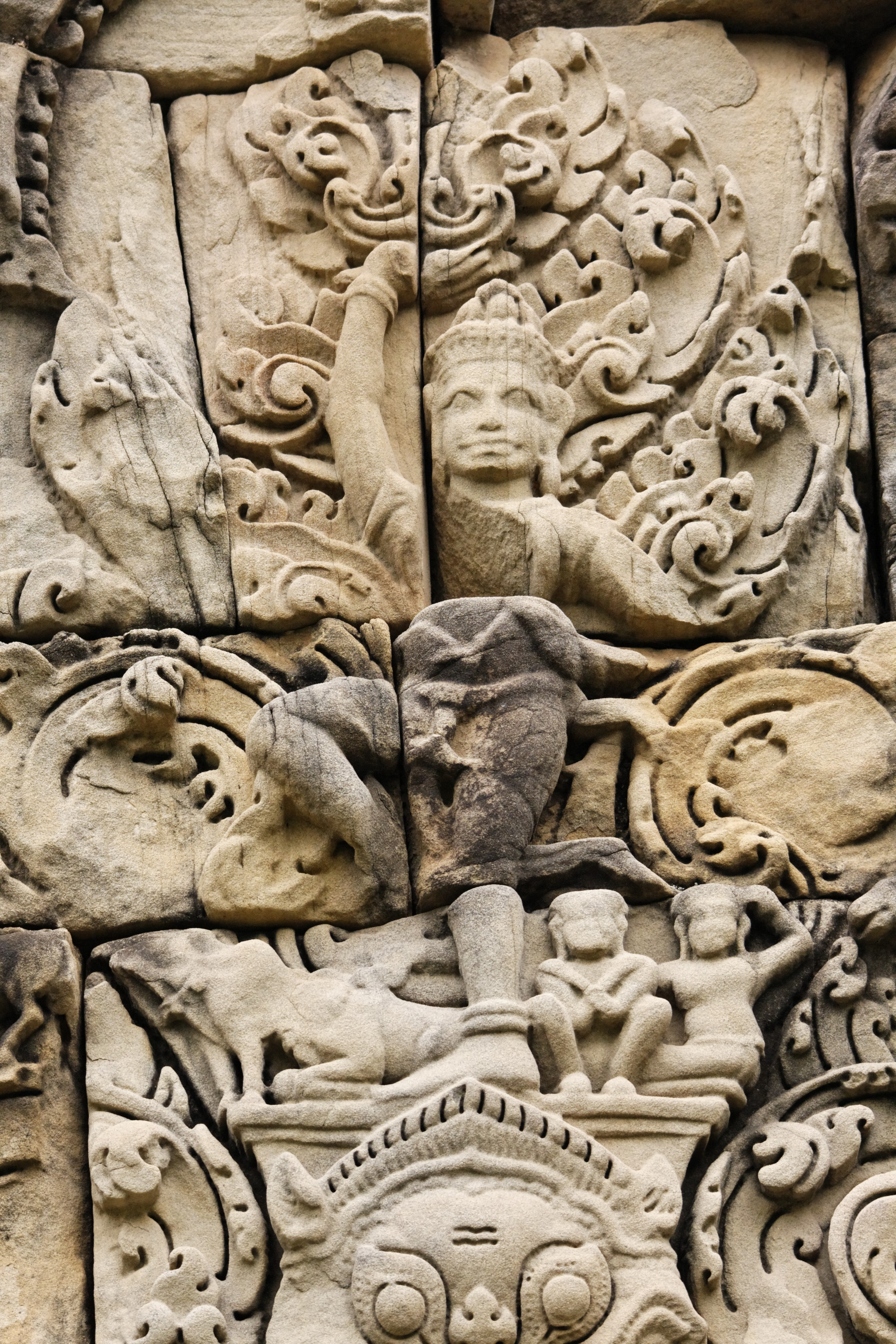
Détail d'un fronton : Krishna soulève le mont Govardhana
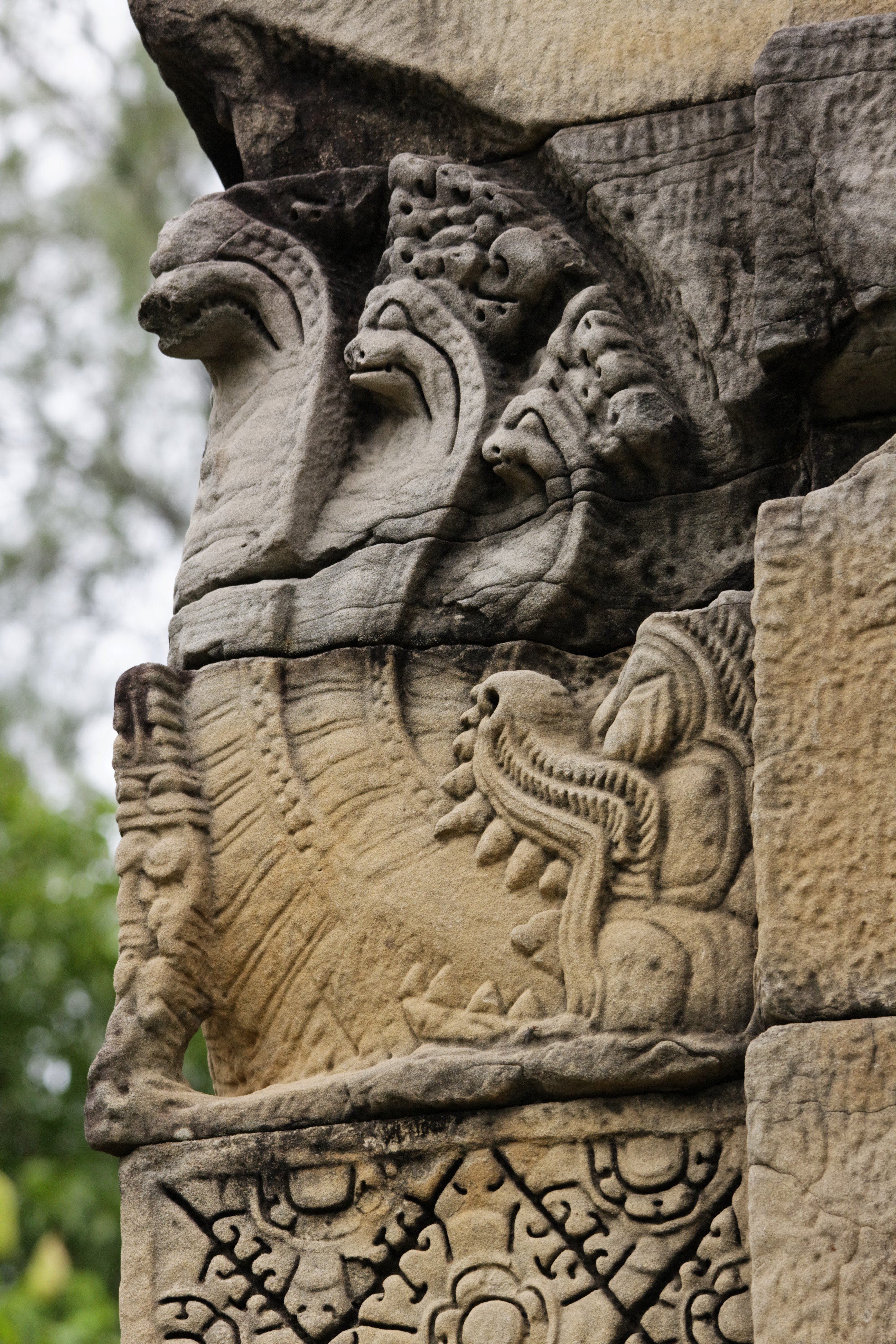
Nâga pentacéphale
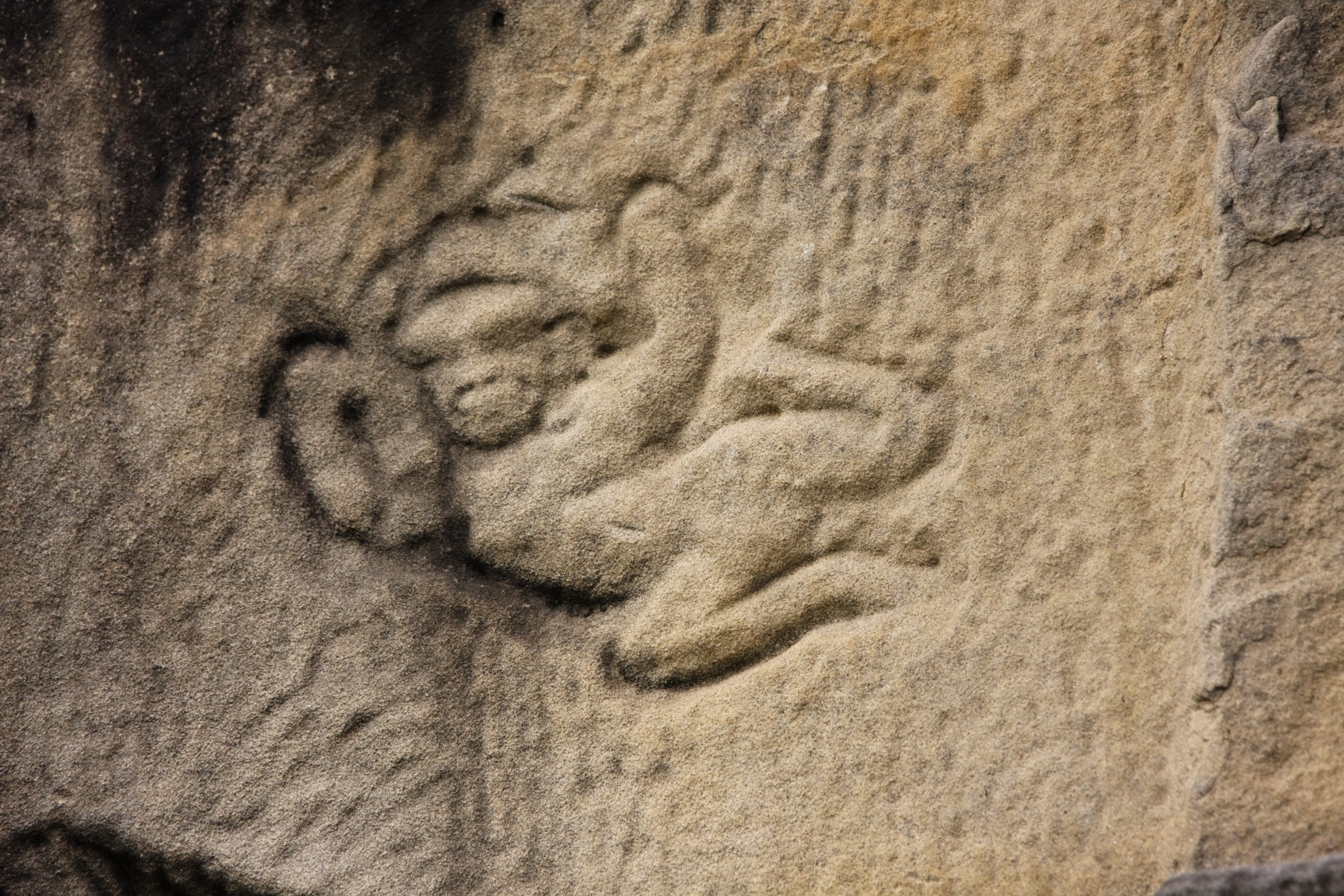
Ebauche de sculpture
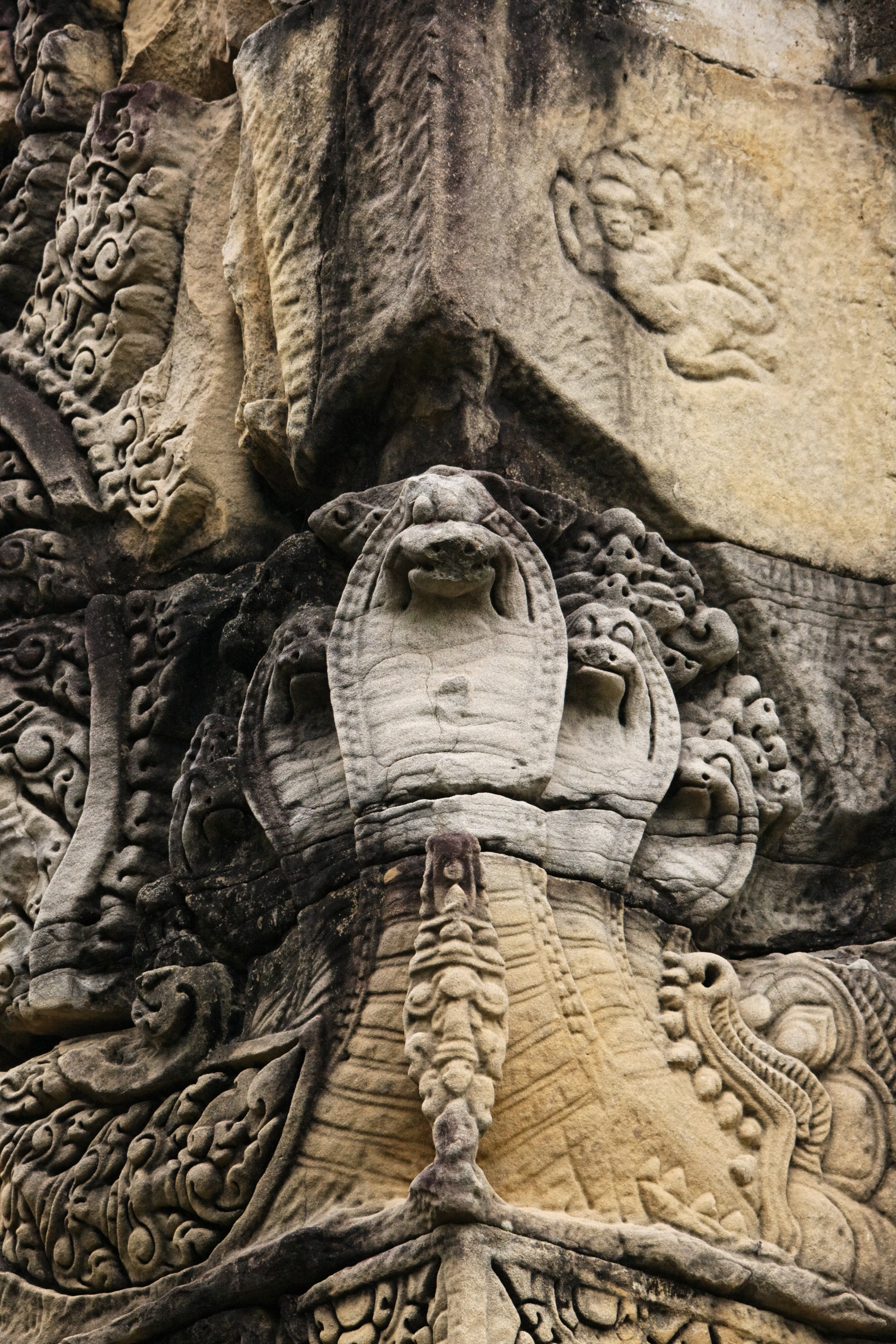
Nâga
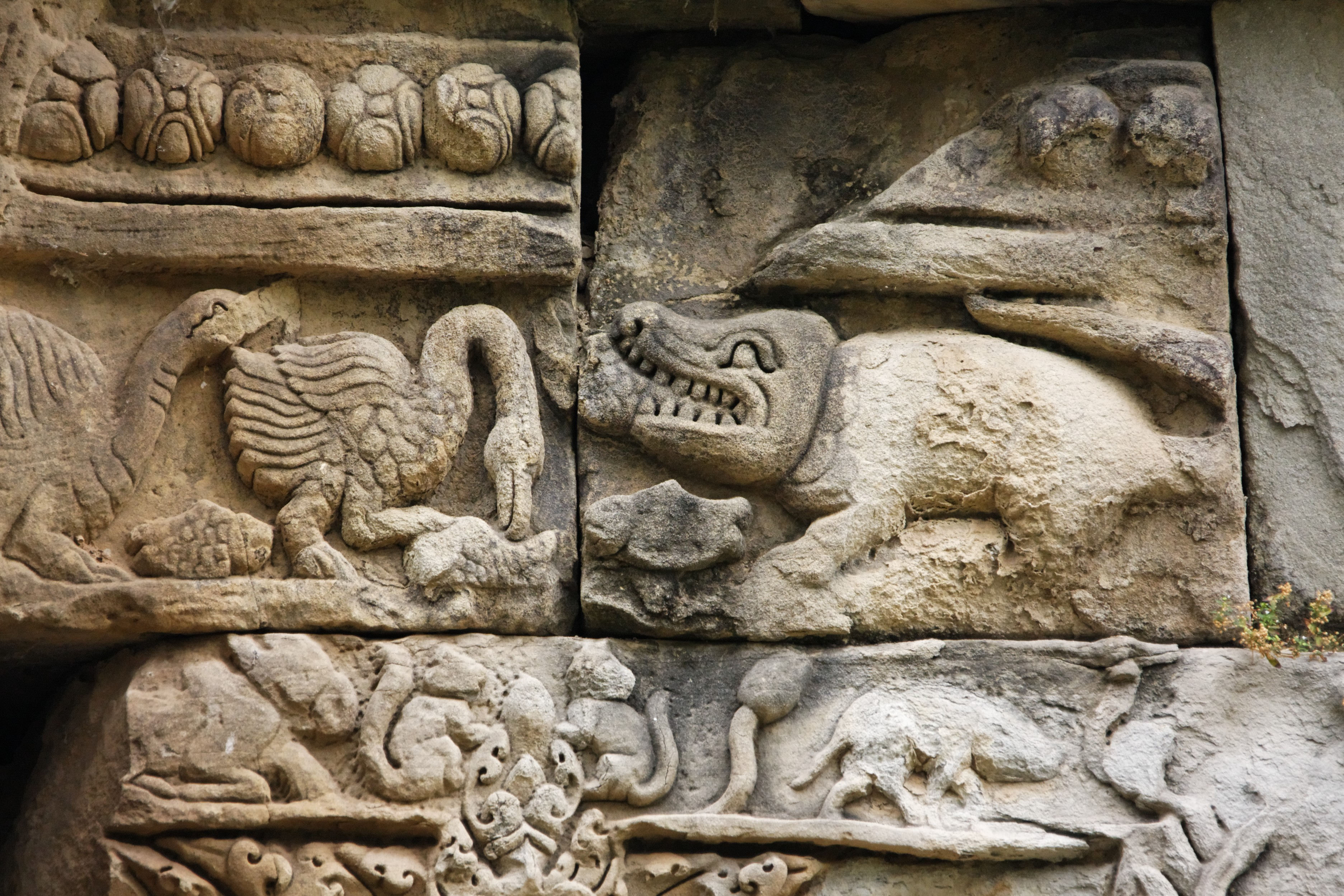
Frise animalière : oie et crocodile
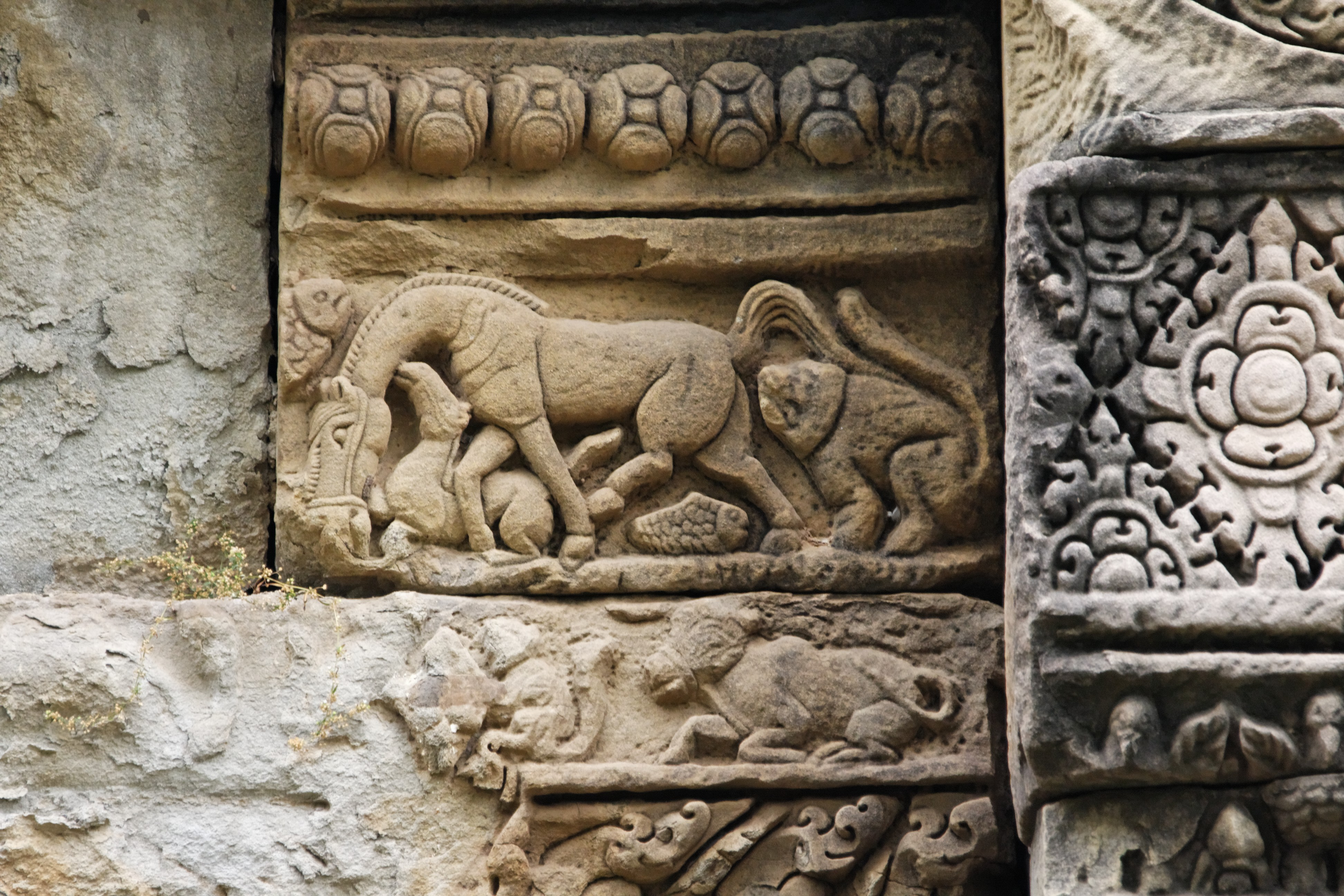
Frise animalière : cheval, poissons et singe
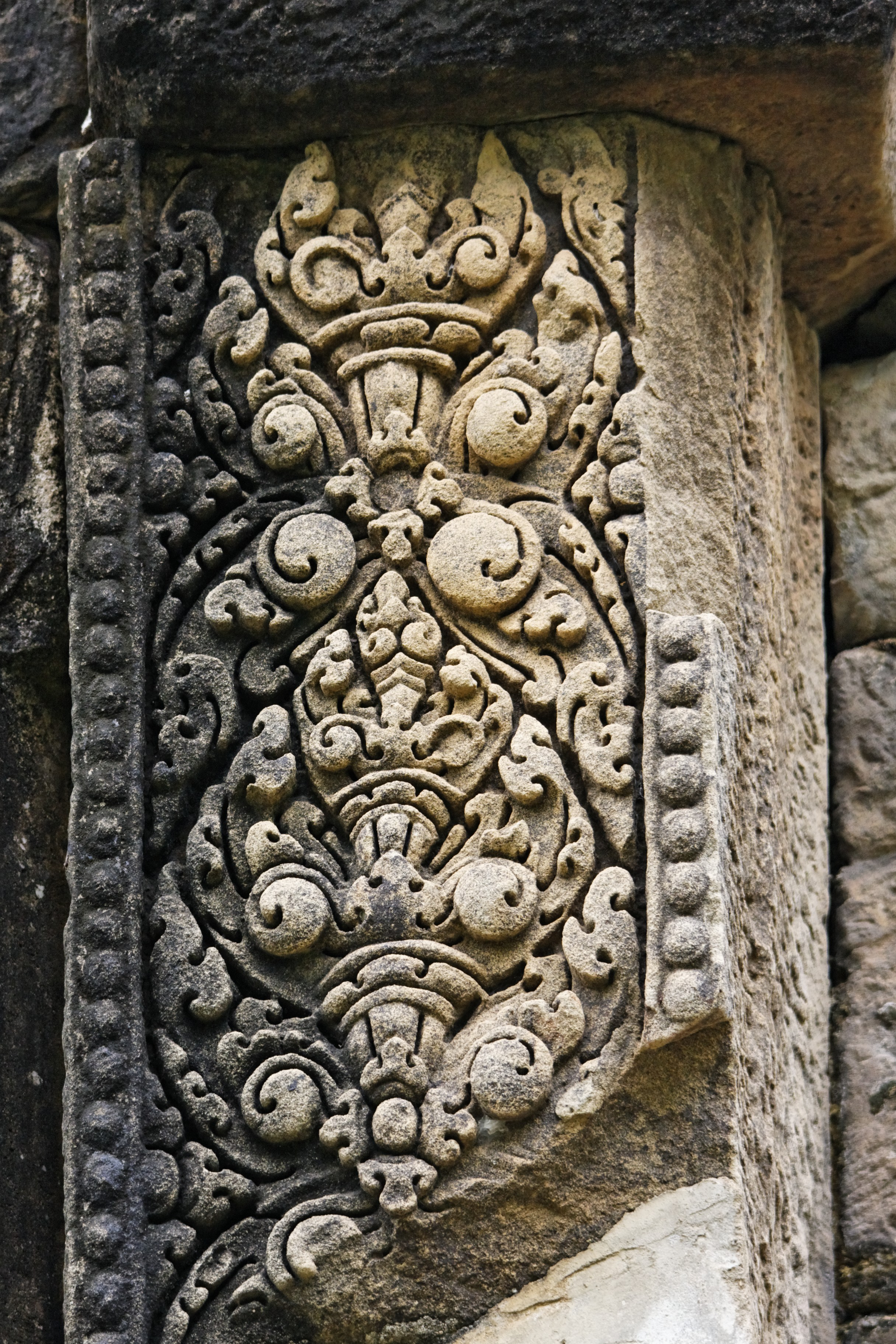
Colonnette
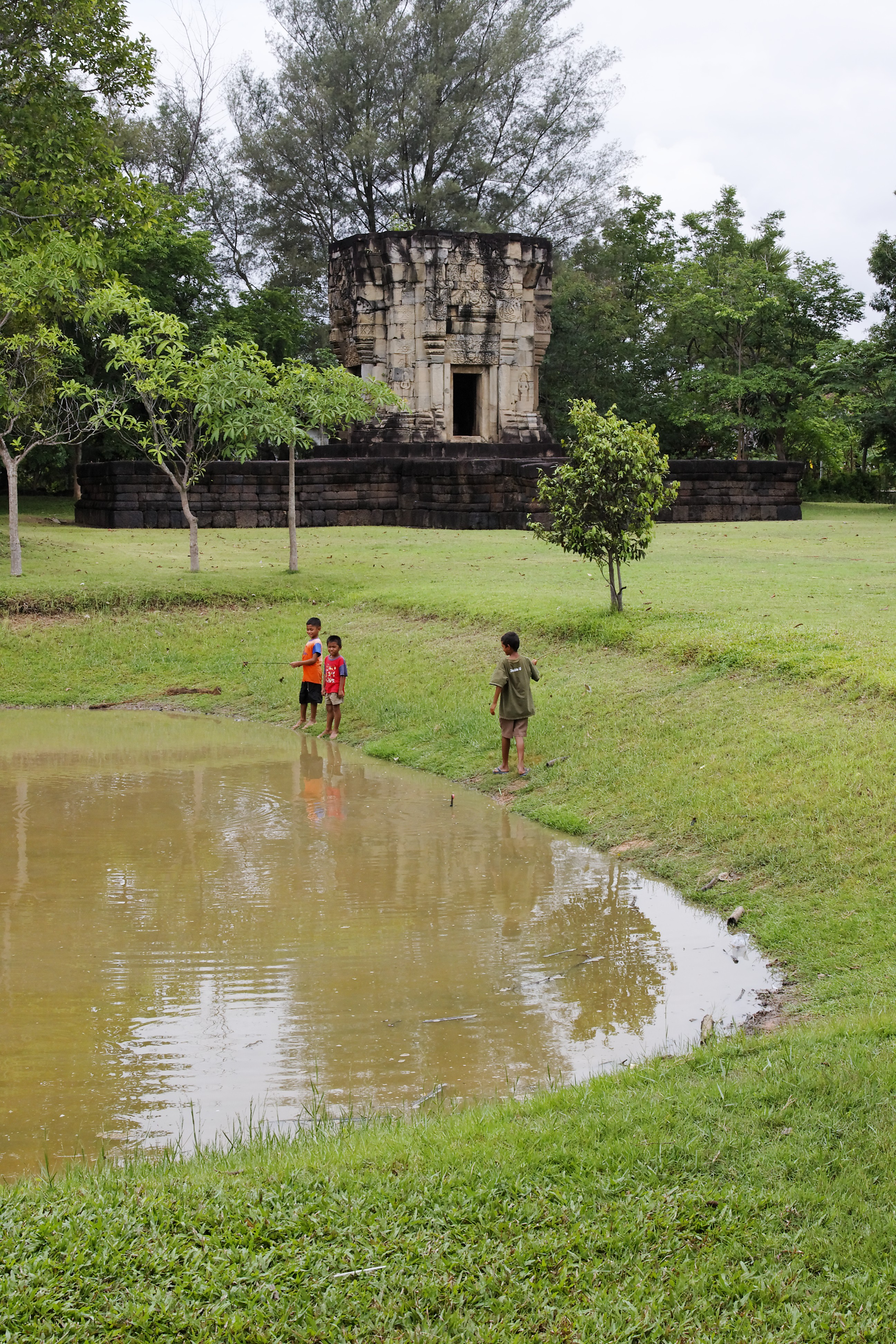
La tour vue du bassin